# Pustułka oprószona

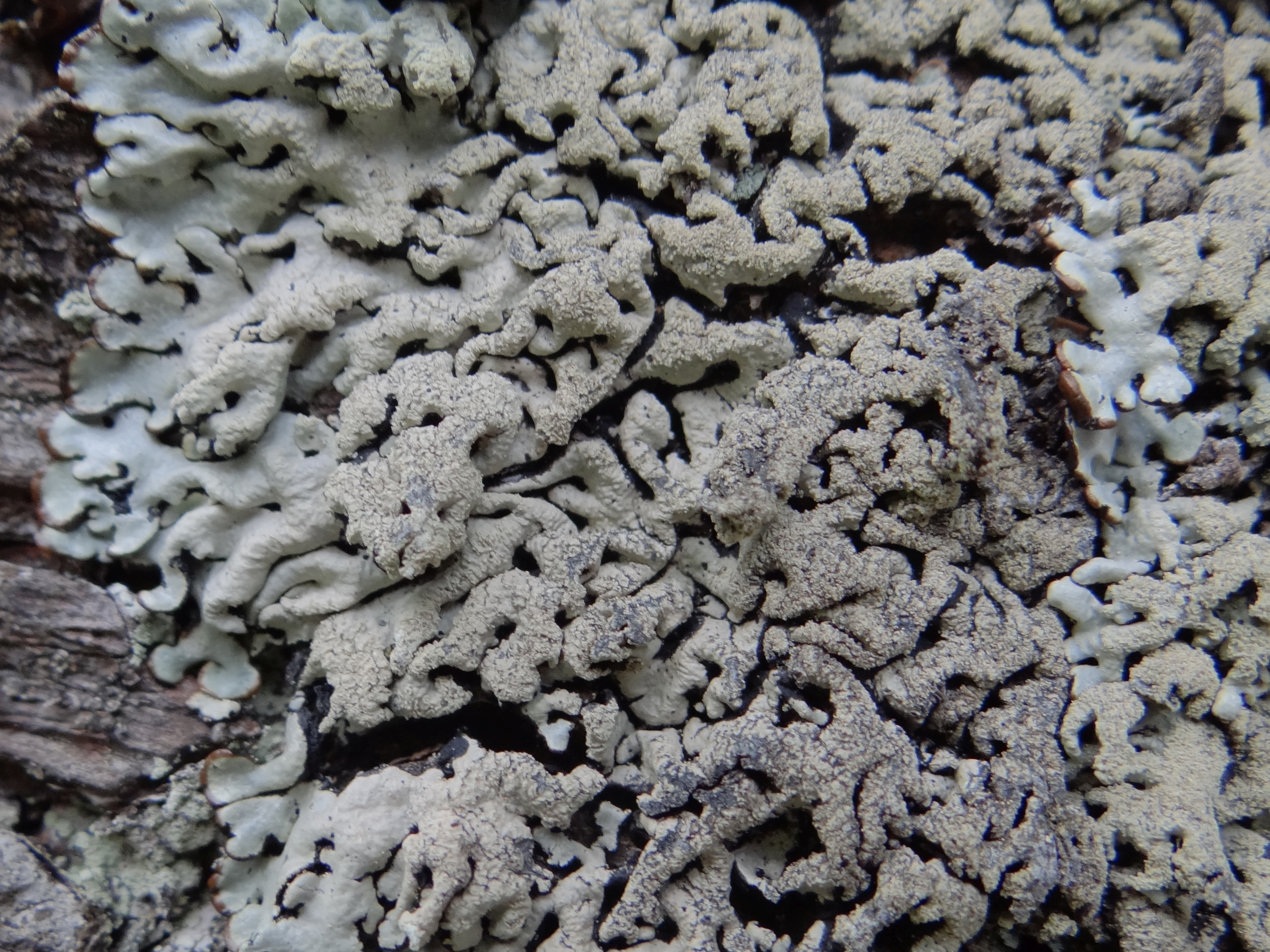

Pustułka oprószona (Hypogymnia farinacea Zopf) – gatunek grzybów należący do rodziny tarczownicowatych (Parmeliaceae). Ze względu na współżycie z glonami zaliczany jest do porostów. 

## Systematyka i nazewnictwo
Pozycja w klasyfikacji według Index Fungorum: Parmeliaceae, Lecanorales, Lecanoromycetidae, Lecanoromycetes, Pezizomycotina, Ascomycota, Fungi.
Synonimy naukowe:
- Ceratophyllum bitterianum (Zahlbr.) M. Choisy 1951
- Hypogymnia bitteriana (Zahlbr.) Räsänen 1947
- Parmelia bitteriana Zahlbr. 1927

Nazwa polska według Krytycznej listy porostów i grzybów naporostowych Polski. 

## Morfologia
Plecha
Listkowata, rozetkowata lub nieregularna i głęboko wcinana, o średnicy 2–6 cm, dość ściśle przylegająca do podłoża. Na górnej stronie ma barwę szarą lub białawą. Dolna strona plechy jest w środku czarna, na brzegach brunatna. Chwytników brak. Plecha kilkakrotnie dzieli się na nieregularne odcinki o długości 1–2 cm i szerokości 2–3 mm. Jest to plecha heteromeryczna z korą górną i dolną. W jej miąższu występuje wyraźne wydrążenie. Na górnej powierzchni licznie występują białawe lub szare soralia, zwykle tworzące skupiska, zwłaszcza w środkowej części plechy. Początkowo podczas rozwoju tych soraliów na górnej powierzchni plechy tworzą się chropowatości, które później pękają, i wzdłuż krawędzi pęknięć uwidaczniają się soralia. Izydiów brak.  
Rozmnażanie
Owocniki typu apotecjum lekanorowego pojawiają się bardzo rzadko. Mają średnicę do 6 mm, brunatne tarczki i trwały, gładki lub pomarszczony brzeżek plechowy, na którym często występują soralia. W jednym worku powstaje po 8 jednokomórkowych zarodników. Są eliptyczne, bezbarwne i mają rozmiar 6–7 × 3–4 μm. Pyknidia występują rzadko. Powstają w nich konidiospory o kształcie pręta i rozmiarach 2–2,5 × 0,6–0,9 μm. 
Charakterystyka chemiczna
- Reakcje barwne: Kora: K+ żółty, C−, KC−, P+ bladożółty, UV−. Rdzeń: K−, C−, KC+ pomarańczowoczerwony, P−[5].
- Kwasy porostowe: górna kora zawiera atranorynę i chloroatranorynę, natomiast w rdzeniu obecny jest kwas fisodowy i jego pochodne 3-hydroksy i  2'-O-metylo[5].

## Występowanie i siedlisko
Główny obszar występowania to Europa, ponadto występuje na niewielkim obszarze w USA (w Górach Skalistych) oraz w Maroku w Afryce Północnej. W Polsce występuje na obszarze całego kraju, jest jednak gatunkiem rzadkim. Znajduje się na Czerwonej liście roślin i grzybów Polski. Ma status VU – gatunek w sytuacji wysokiego ryzyka wymarcia w stanie dzikim w regionie. W górach Polski jest jeszcze dość częsta, na niżu jest rzadka. W Polsce podlega ścisłej ochronie gatunkowej.
Siedliskiem pustułki oprószonej jest głównie kora drzew iglastych (jodła, sosna, świerk, modrzew), rzadziej liściastych (klon, olsza, brzoza, grab, buk, jesion, topola, dąb, wierzba, jarząb, lipa). Czasami występuje także na drewnie, wyjątkowo na skałach i na innym podłożu.

## Gatunki podobne
Charakterystyczną cechą pustułki oprószonej są chropowatości na górnej powierzchni plechy i urwistki powstające na krawędzi pęknięć kory górnej. Ten typ urwistków powstaje czasami u pustułki brunatniejącej (Hypogymnia austerodes) i pustułki Bittera (Hypogymnia bitteri), ale u tych gatunków nie jest to typ dominujący. Ponadto p. oprószona w miejscach silnie oświetlonych nie ciemnieje, podczas gdy p. Bittera i p. brunatniejąca w takich warunkach stają się ciemnobrązowe.